# Винавер, Александр Маркович
Алекса́ндр Ма́ркович Вина́вер (псевдонимы Ал. В., A.W., 4 [16] апреля 1883, Вильна, Российская империя — 17 марта 1947, Свердловск) — российский и советский учёный-правовед, специалист по римскому праву и цивилистике, профессор МГУ.

## Биография
Родился 4 (16) апреля 1883 года в еврейской семье. Его отец Мордух-Гирша (Марк, Макс, Максим) Абрамович Винавер (6 августа 1852 — 1917) работал провизором (арендатором и управляющим аптекой в Вильне); дед Абрам Натанович (Нотелевич) Винавер (1827—1899) — виленский купец первой гильдии; мать Ева Вульфовна, урождённая Жирмунская (1856—?) была домохозяйкой. Родители заключили брак в Вильне 5 мая 1881 года. В семье росли дочери Наталья (1882) и Вера (1885). Племянник офтальмолога М. С. Жирмунского и инженера С. С. Жирмунского.
В 1902 году окончил Гродненскую классическую мужскую гимназию и в 1903 году поступил в ярославский Демидовский юридический лицей, где учился только год — в 1904 году перевёлся на 2-й курс юридического факультета Московского университета, который и окончил в 1907 году. До сентября 1911 года находился «при университете для приготовления к профессорскому званию по кафедре римского права» (ученик С. А. Муромцева и В. М. Хвостова). В должности приват-доцента покинул Московский университет в 1911 году в связи с делом Кассо.
С 1907 по 1917 год работал помощником присяжного поверенного округа Московской судебной палаты. В 1909—1910 годах был личным секретарём С. А. Муромцева.
После ухода из Московского университета преподавал на юридических факультетах в вузах Москвы и Санкт-Петербурга — преподаватель общей теории права и гражданского права в Народном университете имени А. Л. Шанявского (до 1917 года); профессор и секретарь правления Высших женских (Бестужевских) курсов в Петрограде (по декабрь 1919 года); доцент Санкт-Петербургского Психоневрологического института (с сентября 1912 по декабрь 1917 года).
В 1913 году защитил диссертацию на звание магистра в Харьковском университете.
Профессор кафедры общей теории и истории права Московского университета (1919—1924). В 1919 года избран председателем Временного президиума (деканом) факультета общественных наук 1-го МГУ (до 1921 года). Директор Института теории и истории права, преподавал гражданское и обязательственное право. С 1924 по 1928 год — профессор Среднеазиатского государственного университета в Ташкенте. С 1928 по 1930 год — профессор кафедры гражданского права Казанского государственного университета им. Ульянова-Ленина.
С 1931 по 1932 год — юрисконсульт АО «Продукт» в Москве. С 1932 по 1938 год — заведующий центральным юридическим бюро ОГИЗа.
С 1922 по 1929 год — ответственный редактор «Право и жизнь». Печатался в «Вестнике права и нотариата», «Русских ведомостях», «Утре России» и других изданиях.
В январе 1938 года арестован. В январе 1940 года Особым совещанием НКВД осуждён к лишению свободы на срок 8 лет по обвинению в участие в «антисоветской кадетской организации»[1]. 19 августа 1944 года освобождён по состоянию здоровья (актирован).
С октября 1944 года — профессор кафедры гражданского права и процесса Свердловского юридического института. Читал курсы лекций римскому, гражданскому и трудовому праву, а также по теории государства и права.
В марте 1947 года создал кружок «Мысли и Речи» («МИР»), что вызвало негодование райкома ВКП(б).
В ночь на 17 марта 1947 года скончался от сердечного приступа. Похоронен на Ивановском кладбище Екатеринбурга.

## Основные работы
Основные труды по договорному праву, обязательствам из неосновательного обогащения и авторскому праву. Соавтор и соредактор книжной серии «Гражданский кодекс РСФСР. Практический комментарий» (1923—1925).
- Понятие обязательства по Проекту обязательственного права 14 октября 1913 года [Текст] / А. М. Винавер. // Юридический вестник. — 1914. — Книга V (I) — VI (II). — С. 251—273.
- Купля-продажа и мена.1,Купля-продажа; 2, Мена; 3, Купля-продажа с рассрочкой платежа; 4, Гербовой сбор; 5, Указатель узаконений; 6, Алфавитный предметный указатель; 7, Указатель иностранных афоризмов и терминов. — М.: Изд-во «Право и жизнь», 1924. — 87 с.
- Авторское право РСФСР на литературные произведения: Краткий справочник для редакционных работников. — 2-е изд., доп. — М.: Гостранстехиздат, 1937. — 88 с.
- Арендная плата / А. М. Винавер. // Антология уральской цивилистики, 1925—1989. — М.: Статут, 2001. — 430 с. — С. 69—70. — ISBN 5835400705
  - Неосновательное обогащение и ст. 147 Гражданского кодекса / А. М. Винавер. // Там же. — С. 70—76. (По изданию: «Право и жизнь» 1925. — Кн. 1. — С. 34—41).
  - На грани уголовной и гражданской неправды: Материалы к предстоящему пересмотру Гражданского кодекса РСФСР / А. М. Винавер. // Там же. — С. 77—96.
- Продажа с рассрочкой платежа: Критические замечания по поводу Постановления ВЦИК и СНК РСФСР от 10 октября 1923 г. и ст.ст. 107—114 Проекта Торгового Свода // Цивилистические записки. — М.: Стаут, 2001. — 430 с. — С. 382—394. — ISBN 5835400829.

## Семья
- Первая жена — Елена Матвеевна Винавер (урождённая Аладьина, 1887—1959). 
  - Дочь — Наталия Александровна Великанова (21 января (3 февраля) 1911 — ?), была замужем за гидрологом М. А. Великановым.
    - Внуки — правозащитница Татьяна Великанова; Екатерина (была замужем за А. Ю. Даниэлем и А. Б. Рогинским); Кирилл (женат на А. И. Шмаиной).
- Сын — Игорь Александрович Винавер (расстрелян в 1935 году)[2].
- Вторая жена — Алла Васильевна Ободовская.
- Третья жена — Тамара Феоктистовна Артамонова. Сын Ростислав Артамонов (?—1988) — ответственный секретарь журналов «Советская милиция» и «К новой жизни», полковник милиции. Дочь — Вера Артамонова (?—1994), медсестра.